# Автомагістраль G30 Ляньюньган–Хоргос
Автомагістраль Ляньюньган–Хоргас (кит.: 连云港－霍尔果斯高速公路), позначається як G30 і зазвичай називається швидкісною магістраллю Ляньхуо (кит.: 连霍高速公路),  в Китаї має 4,243 км в довжину, що з'єднує міста Ляньюньган, що в провінції Цзянсу, і Хоргос, що в автономному районі Сіньцзян, на кордоні з Казахстаном. У Хоргосі є пункт перетину кордону з Казахстаном. Швидкісна магістраль є найдовшою безперервною швидкісною магістраллю в Китаї з єдиним цифровим позначенням, що тягнеться через всю країну від Жовтого моря на східному узбережжі до кордону з Казахстаном на заході. Проходить через провінції Цзянсу, Аньхой, Хенань, Шеньсі, Ганьсу і Сіньцзян.
Весь маршрут G30 є частиною AH9, поруч із цим, названий східний маршрут від Ляньюньгана до Сіаня називається AH34 в Азійській мережі автомобільних доріг, а також західний маршрут від Сіаня до Хоргаса є частиною AH5, а від Урумчі до Токсуна є частиною AH4.
Частина швидкісної автомагістралі проходить через історично важливий коридор Хесі в Ганьсу та Сіньцзяні.

## Маршрут
Швидкісна дорога проходить через такі міста:
- Ляньюньган, Цзянсу
- Сюйчжоу, Цзянсу
- Шанцю, Хенань
- Кайфен, Хенань
- Чженчжоу, Хенань
- Лоян, Хенань
- Санменся, Хенань
- Вейнань, Шеньсі
- Сіань, Шеньсі
- Баодзі, Шеньсі
- Тяньшуй, Ганьсу
- Ланьчжоу, Ганьсу
- Увей, Ганьсу
- Чжан'є, Ганьсу
- Цзюцюань, Ганьсу
- Хамі, Сіньцзян
- Турпан, Сіньцзян
- Урумчі, Сіньцзян
- Чанцзі, Сіньцзян
- Шихезі, Сіньцзян
- Хоргас, Сіньцзян

## Аварії

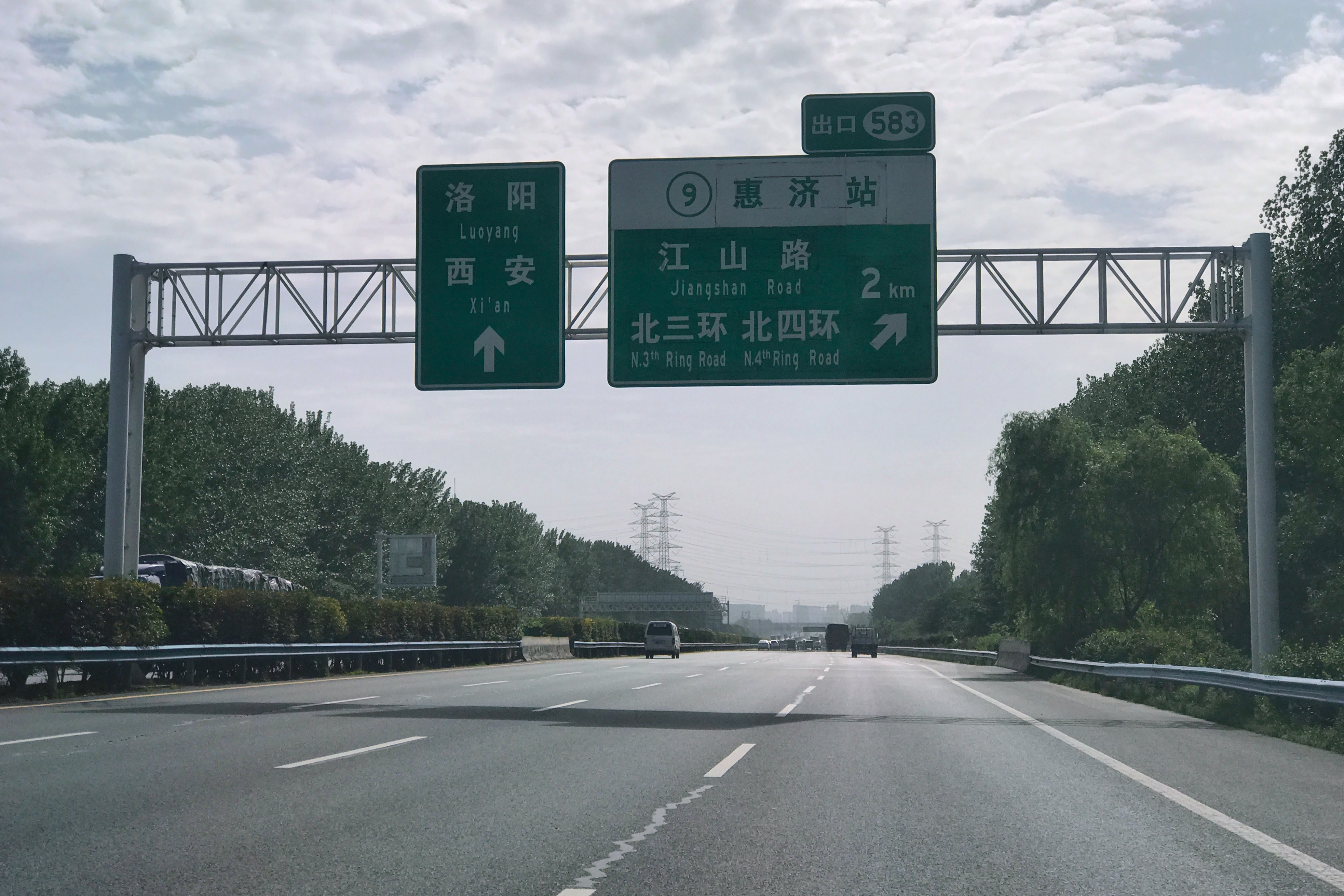
G30 біля виїзду Хуей в Чженчжоу, Хенань

1 лютого 2013 року вантажівка, що перевозила феєрверки, вибухнула на мосту Ічан, по якому пролягає швидкісна автомагістраль Ляньюньган-Хоргас, в окрузі М'янчі, Саньменся, Хенань, спричинивши обвалення 80 метрової секції мосту. В аварії загинуло 13 людей, 9 отримали поранення.